# Апиакас
Апиакас (порт. Apiacás) — муниципалитет в Бразилии, входит в штат Мату-Гросу. Составная часть мезорегиона Север штата Мату-Гроссу. Входит в экономико-статистический микрорегион Алта-Флореста. Население составляет 6328 человек на 2006 год. Занимает площадь 20 364,204 км². Плотность населения — 0,3 чел./км².

## История
Город основан 1 января 2001 года. 

## Статистика
- Валовой внутренний продукт на 2003 год составляет 36 318 395,00 реалов (данные: Бразильский институт географии и статистики).
- Валовой внутренний продукт на душу населения на 2003 год составляет 5602,10 реала (данные: Бразильский институт географии и статистики).
- Индекс развития человеческого потенциала на 2000 год составляет 0,713 (данные: Программа развития ООН).